# 考尔洛什德
考尔洛什德，是匈牙利佐洛州所辖的一个村，总面积5.41平方公里，总人口79，人口密度14.6人/平方公里（2010年1月1日）。